# Cinéma expressionniste
 (mars 2010).
Si vous disposez d'ouvrages ou d'articles de référence ou si vous connaissez des sites web de qualité traitant du thème abordé ici, merci de compléter l'article en donnant les références utiles à sa vérifiabilité et en les liant à la section « Notes et références ».
Le cinéma expressionniste s'est développé en Allemagne au début du XXe siècle. « Multiple et difficile à saisir », il est « impossible d'en parler sans le situer par rapport à la peinture, au théâtre, à la poésie... » en Allemagne et en Autriche ; il a été « tout autre chose qu'une panoplie de décors bizarres, une métaphysique du Destin ou une réaction politique plus ou moins consciente » : l'expressionnisme dans le cinéma allemand a ainsi pu être considéré comme « le point de départ de tout le cinéma fantastique et, du Golem à L'étudiant de Prague, une exploration de la nuit qui donne parfois le vertige ».

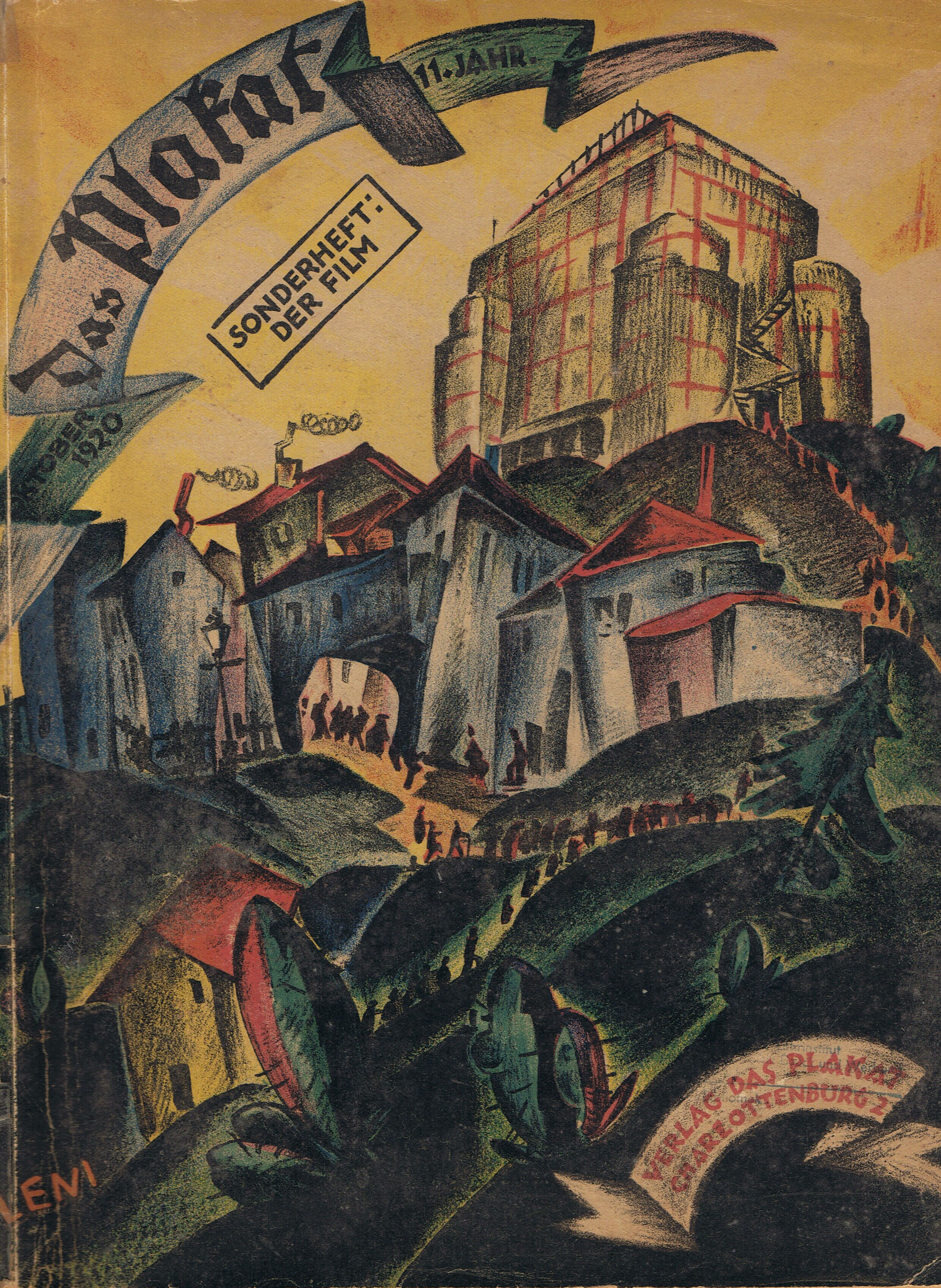
Couverture du magazine Das Plakat, octobre 1920, par Paul Leni.

## Situation historique dans les débuts du cinéma
L'Allemagne se remet difficilement de la Première Guerre mondiale et l'industrie cinématographique, alors en pleine expansion, a du mal à rivaliser avec les productions luxueuses d'Hollywood à cause de la récession économique. Les réalisateurs des studios allemands UFA développent alors une méthode pour compenser le manque de moyens, en utilisant le symbolisme et la mise en scène pour créer une atmosphère et donner une profondeur expressive aux films. Les premiers films expressionnistes, en particulier Le Cabinet du docteur Caligari (Robert Wiene, 1920), Le Golem (Paul Wegener, 1920), Les Trois Lumières (Fritz Lang, 1921)  et Nosferatu le vampire (F. W. Murnau, 1922), sont des récits filmés hautement symboliques.
Les cas de Fritz Lang et de F. W. Murnau, associés à l'expressionnisme, ont pu être  sujets à discussion. Francis Courtade, en rapportant que « Lang s'est toujours défendu d'avoir été expressionniste », commente : « On peut le comprendre : un vrai créateur n'aime pas les étiquettes et d'autre part, Lang n'a réalisé qu'un film qui puisse être entièrement qualifié d'expressionniste. Mais l'expressionnisme, consciemment ou non, l'a marqué ».  
Les premiers films expressionnistes se passaient de gros moyens en faisant usage de décors abstraits, aux motifs géométriques, et de dessins sur les murs et les planchers destinés à représenter les lumières, les ombres et les objets divers. Les sujets abordés concernaient souvent la folie et d'autres troubles mentaux, la trahison, ainsi que d'autres sujets psychologiques et moraux profonds, en opposition avec les films que l'on pouvait voir alors, sur des thèmes romanesques et d'aventure.
On peut retrouver les thèmes expressionnistes dans d'autres films des années 1920 ou 1930, où ils résultent d'une prise de contrôle artistique sur l'agencement des décors, des lumières et des ombres pour créer l'atmosphère d'un film. Cette école cinématographique eut une influence sur le cinéma américain avec l'émigration de nombreux réalisateurs allemands vers Hollywood lors de l'arrivée au pouvoir des nazis en Allemagne. Ils furent accueillis à bras ouverts par les studios américains ; plusieurs d'entre eux eurent alors une carrière florissante, et leur production eut un impact profond sur le cinéma.

## Influence de l'expressionnisme cinématographique
Deux genres furent particulièrement influencés par l'expressionnisme : le film noir et le film d'horreur. Carl Laemmle et les Studios Universal se firent un nom en produisant de fameux films d'horreur durant l'époque du muet, tel que Le Fantôme de l'opéra (Lon Chaney, 1925). Des émigrants allemands inspirèrent le style et l'atmosphère des films de monstres des Studios Universal dans les années 1930, avec des décors artistiques très sombres, et constituèrent ainsi une référence pour les générations suivantes de films d'horreur. 
Après Fritz Lang (Furie) dans les années 1930, d'autres réalisateurs d'origine germanique comme Otto Preminger (Laura), Robert Siodmak (Les Tueurs) ou Billy Wilder (Assurance sur la mort) introduisirent le style expressionniste dans les films policiers des années 1940 et influencèrent les générations suivantes de cinéastes, en faisant ainsi survivre l'expressionnisme.

## Principaux réalisateurs
- Fritz Lang [1890-1976] :
  - Les Trois Lumières (Der müde Tod, 1921)
  - Docteur Mabuse le joueur (1922)
  - Les Nibelungen (1924)
  - Metropolis (1927)
  - Les Espions (1928)
  - M le maudit  (1931)
  - Le Testament du docteur Mabuse (1933)
  - Le Secret derrière la porte  (1947)
- Friedrich Wilhelm Murnau [1888-1931] : 
  - La Découverte d'un secret (1921)
  - Nosferatu le vampire (1922)
  - Le fantôme (1922)
  - Le Dernier des hommes (1924)
  - Faust, une légende allemande  (1926)
  - L'Aurore (1927)
  - L'intruse (1930)
  - Tabou (1931)
- Paul Wegener [1874-1948] :
  - L'étudiant de Prague (1913, coréalisé avec Hanns Heinz Ewers assisté de Stellan Rye)
  - Le Golem (1915, coréalisé avec Henrik Galeen)
  - Le Golem (1920, coréalisé avec Carl Boese)
  - Les Bouddhas vivants (1925)
- Robert Wiene  [1873-1938] :
  - Le Cabinet du docteur Caligari (1920)
  - Raskolnikov (1923)
  - Les Mains d'Orlac (1924)
- Paul Leni  [1885-1929] :
  - Le Cabinet des figures de cire (1924)
  - L'Homme qui rit  (1928)
- Arthur von Gerlach [1876-1925] :
  - Vanina (1922)
  - La Chronique de Grieshuus (1925)
- Arthur Robison [1888-1935] :
  - Le Montreur d'ombres (1923)
  - Manon Lescaut (1926)